# Eric Leckner
Eric Charles Leckner, né le 27 mars 1966 à Inglewood en Californie, est un ancien joueur américain de basket-ball ayant notamment évolué en NBA aux postes de pivot et d'ailier fort.
Après avoir passé sa carrière universitaire dans l'équipe des Cowboys du Wyoming, il a été drafté en 17e position par le Jazz de l'Utah lors de la Draft 1988 de la NBA.